# Піщанобрідська сільська рада
| Піщанобрідська сільська рада — колишній орган місцевого самоврядування у Добровеличківському районі Кіровоградської області з адміністративним центром у с. Піщаний Брід. Сільській раді підпорядковані населені пункти: - с. Піщаний Брід - с. Веснянка - с. Крикунка - с. Нова Ковалівка - с. Перемога |

## Склад ради
Рада складається з 22 депутатів та голови.

### Керівний склад ради
| ПІБ                      | Основні відомості                                                               | Дата обрання | Дата звільнення |
| ------------------------ | ------------------------------------------------------------------------------- | ------------ | --------------- |
| Мар'янов Сергій Іванович | Сільський голова, 1972 року народження, освіта, член Ліберальної партії України | 26.03.2006   | 31.10.2010      |
| Мар'янов Сергій Іванович | Сільський голова, 1972 року народження, освіта вища, безпартійний               | 31.10.2010   |                 |

Примітка: таблиця складена за даними джерела

## Населення
Згідно з переписом УРСР 1989 року чисельність наявного населення сільської ради становила 4976 осіб, з яких 2292 чоловіки та 2684 жінки.
За переписом населення України 2001 року в сільській раді мешкали 3602 особи.

### Мова
Розподіл населення за рідною мовою за даними перепису 2001 року:
| Мова       | Відсоток |
| ---------- | -------- |
| українська | 95,33 %  |
| російська  | 2,17 %   |
| молдовська | 1,39 %   |
| вірменська | 0,61 %   |
| білоруська | 0,42 %   |
| грецька    | 0,03 %   |